# Diplopterys carvalhoi
Diplopterys carvalhoi är en tvåhjärtbladig växtart som beskrevs av W.R.Anderson och C.Davis. Diplopterys carvalhoi ingår i släktet Diplopterys och familjen Malpighiaceae. Inga underarter finns listade i Catalogue of Life.